# ميشيل أباريسيدا بيريرا ريس
ميشيل أباريسيدا بيريرا ريس هي لاعبة كرة قدم برازيلية، ولدت في 10 يونيو 1984 في البرازيل. شاركت مع منتخب البرازيل لكرة القدم للسيدات.

## وصلات خارجية
- ميشيل أباريسيدا بيريرا ريس على موقع الاتحاد الدولي (مؤرشف)  (الإنجليزية)
- ميشيل أباريسيدا بيريرا ريس على موقع قاعدة بيانات كرة القدم.إي يو (الإنجليزية)